# آنسیترال
یونسیترال یا آنسیترال، کمیسیون حقوق تجارت بین‌الملل سازمان ملل متحد است که با قطعنامه ۲۲۰۵ در ۱۷ دسامبر ۱۹۶۶ تأسیس شده‌است.

## اعضای آنسیترال
اعضای آنسیترال در سال ۲۰۱۷ به ۶۰ عضو افزایش یافته‌است. ترکیب و تعداد اعضا در آنسیترال، به گونه ای است که تضمین شود مناطق جغرافیایی گوناگون و نظام‌های اقتصادی و حقوقی اصلی جهان، در این کمیسیون، نماینده دارند. بر این اساس، ۶۰ کشور عضو از کشورهای آفریقایی، آسیایی، اروپای شرقی، آمریکای لاتین و ۱۴ کشور از گروه کشورهای اروپای غربی و دیگر کشورها می‌باشند.

## سطح فعالیت‌های آنسیترال
فعالیت‌های آنسیترال، در سه سطح مختلف کمیسیون، کارگروه‌ها و دبیرخانه آنسیترال صورت می‌پذیرد که هر کدام از ارکان
اصلی این سازمان، قسمتی وظایف را به سرانجام می‌رسانند

## وظایف آنسیترال
- برقراری هماهنگی و کمک به کار سایر سازمانها
- فعالیت‌های قانونگذاری و قاعده سازی
- فعالیت‌های اطلاع‌رسانی برای حمایت از هماهنگ سازی حقوقی
- کمک به اصلاح حقوقی و دادن کمک تخصصی[۳]